# Volkswagen Passat VIII
La Volkswagen Passat VIII (chiamata anche Passat B8) è un'autovettura prodotta dalla casa automobilistica tedesca Volkswagen dal 2014 al 2023.
Si tratta della ottava generazione della berlina Volkswagen.

## Descrizione

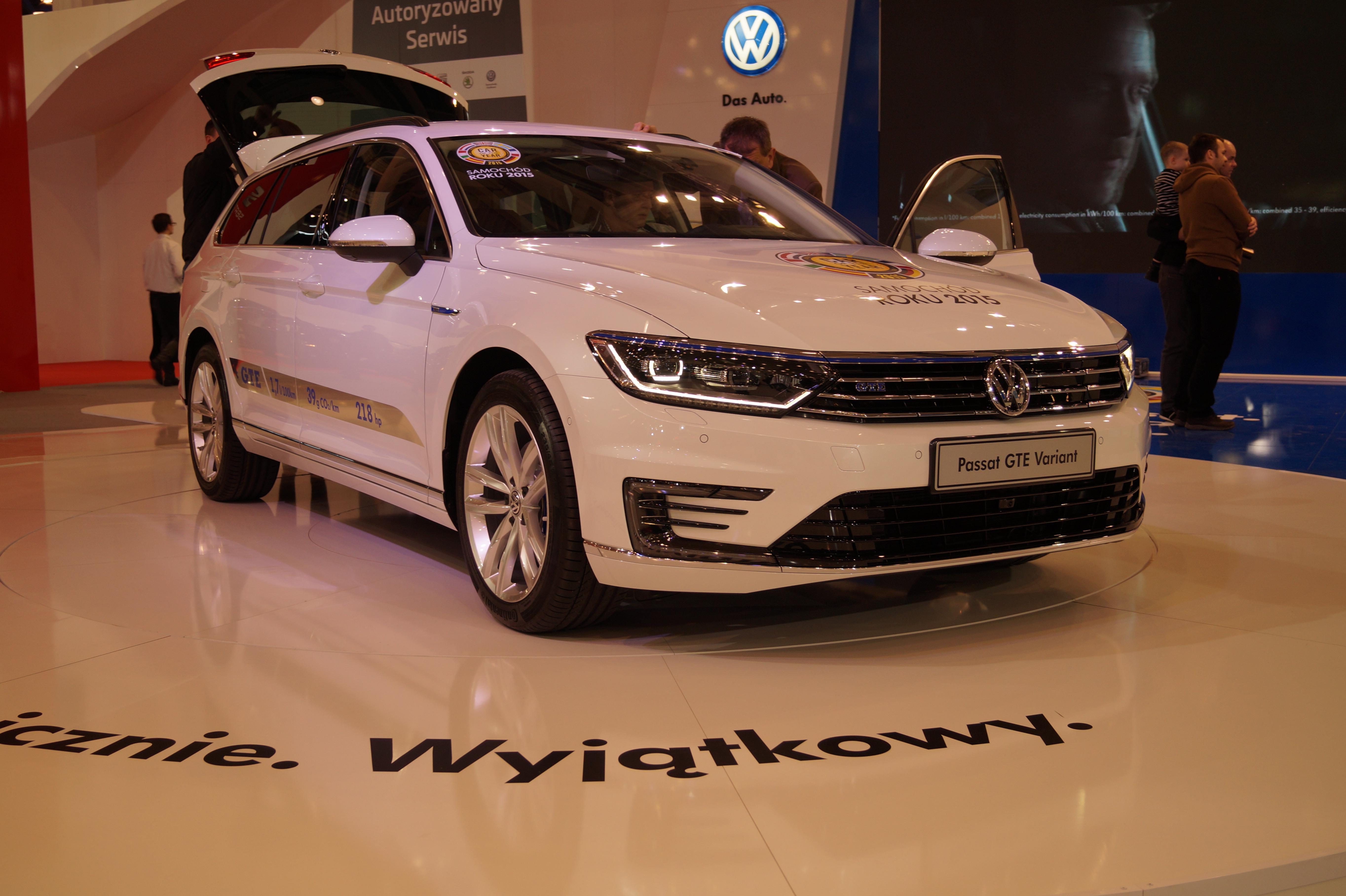
Passat GTE Variant

Presentata per la prima volta a fine 2014 al salone di Parigi, la nuova Passat, realizzata sul nuovo pianale modulare MQB in condivisione con Golf, aggiunge alla precedente serie una lista di nuove tecnologie di sicurezza e di assistenza alla guida, e dei nuovi motori rivisitati oltre che uno spazio interno maggiore rispetto alle precedenti serie. Il design è stato rivisitato, pur mantenendo il family-feeling delle altre Volkswagen.
Nei crash test dell'Euro NCAP a cui è stata sottoposta nel 2014 ha ottenuto il risultato di 5 stelle.
I nuovi motori offrono fino a un 20% di risparmio sul carburante grazie anche al lavoro di riduzione del peso della vettura. I motori benzina sono il 1.4 e il 2.0 TSI, i nuovi motori Diesel rinnovati sono il 1.6 TDI e il 2.0 TDI. Quest'ultimo offerto anche nella versione biturbo denominata BiTDI con 240 CV, abbinato al cambio automatico a doppia frizione DSG e alla trazione 4Motion.
Tra le nuove tecnologie troviamo il Cruise Control Adattivo, la frenata d’emergenza con riconoscimento dei pedoni, il nuovo head-up display, l'Active Info Display e su richiesta la manovra con rimorchio assistita, l’Emergency Assist che mantiene la corsia di marcia e arresta la vettura in caso di malore del conducente, il sistema di rilevamento della stanchezza Fatigue Detection che avverte il conducente tramite segnali luminosi e acustici consigliando una pausa, la connessione Internet, a richiesta, e lo standard MirrorLink per collegare lo smartphone Android al sistema multimediale dell'auto e utilizzarne le applicazioni.

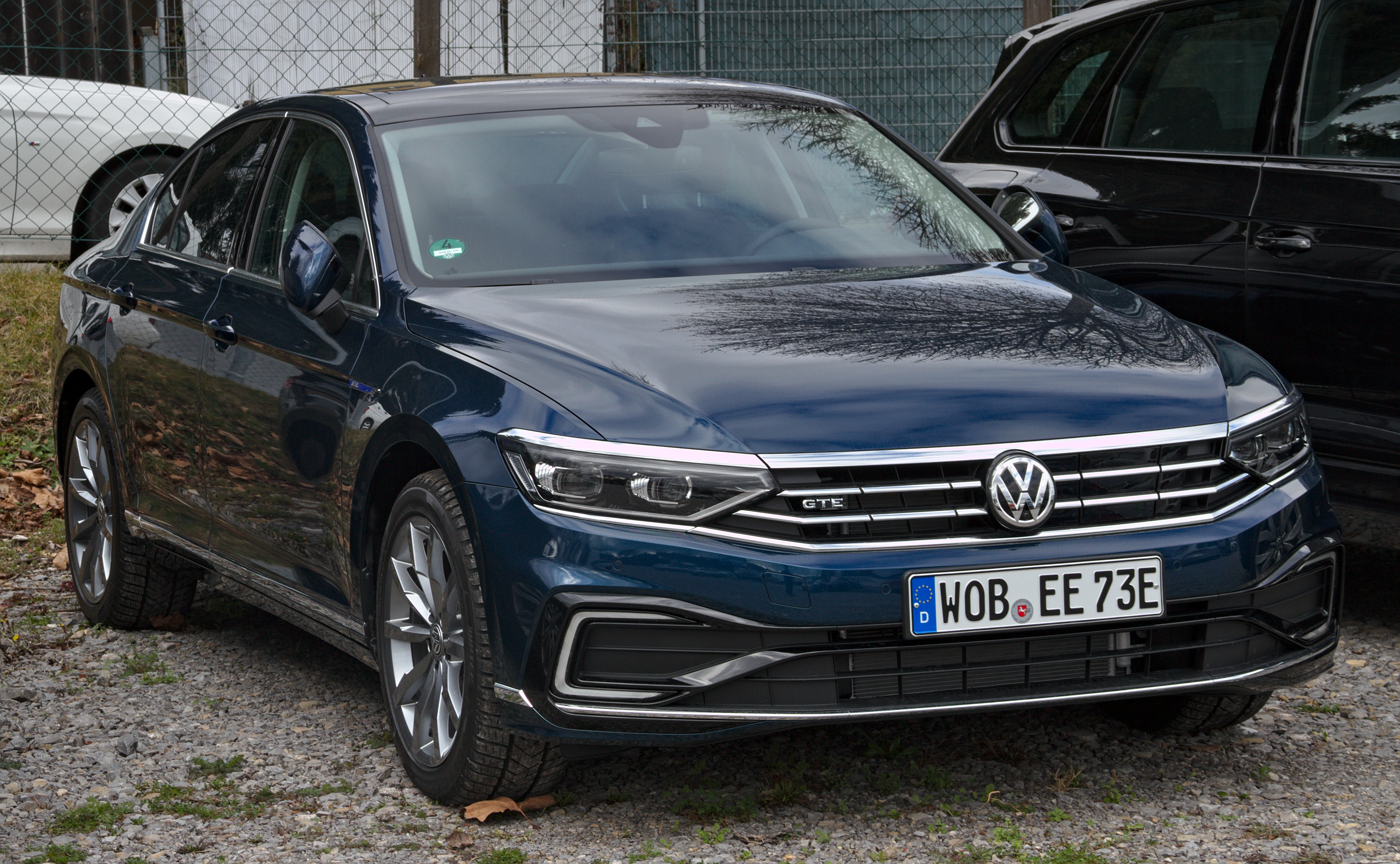
Una Passat GTE restyling 2019

## Evoluzione

### Volkswagen Passat GTE
Dalla sua commercializzazione in Italia la Passat è presente sui listini, nelle sue varianti Berlina e Variant, anche in versione GTE, una versione ibrida plug-in che dispone di 218 CV grazie all' accoppiamento tra il motore termico 1.4 TSI turbo da 156 CV e un motore elettrico da 85 kW che viene in aiuto al TSI nelle fasi di accelerazione e che permette di ricaricare le batterie durante la marcia, in fase di frenata e in discesa. Il design è contraddistinto da un bordino di colore blu elettrico che passa sopra la mascherina anteriore (tolto dopo il restyling 2019) e i fanali insieme alla scritta GTE, presente anche sui parafanghi e sul portellone posteriore. La Passat è offerta di serie con il cambio automatico DSG e i cerchi da 18 pollici. La velocità massima è di 225 km/h e l'accelerazione da 0 a 100 km/h avviene in 7,4 secondi. La Passat GTE permette di abbattere i consumi rispetto alle tradizionali auto a benzina, pur offrendo un'ottima accelerazione con un'autonomia complessiva di oltre 1.000 km.

### Passat Alltrack
La Passat Alltrack è stata introdotta alla fine del 2015. Le differenze principali tra l'Alltrack e le altre versioni sta nella altezza da terra incrementata di 25 mm per un totale di 174 mm, protezione aggiuntive per la carrozzeria e il sottoscocca in plastica e trazione integrale 4MOTION standard su tutte le motorizzazioni. Inoltre ci sono modifiche  minori quali ad esempio specchietti retrovisori esterni opachi e i badge Alltrack nella parte anteriore, laterale e posteriore. Un'esclusiva di questa versione è un'apposita modalità fuoristrada che si può attivare attraverso il selettore di guida. Il bagaglio è più piccolo avendo a disposizione 11 litri in meno rispetto a una normale Passat.
I propulsori sono costituiti da benzina e tre TDI. Solo il motore TDI da 150 CV ha il cambio manuale a 6 marce, mentre tutti gli altri modelli sono dotati di cambio DSG a doppia frizione.

### Restyling 2019
Nel 2019 ha subito un restyling. Vengono modificati la calandra e i paraurti, i fanali anteriori che vengono dotati di tecnologia Matrix LED, le luci posteriori con un nuovo disegno ad “effetto 3D”.
L'offerta motori cambia leggermente con l'arrivo nel diesel a 4 cilindri da 2 litri TDI "Evo" da 150 cavalli. Con il restyling, la Passat riceve il sistema Travel Assist che è in grado di guidare in modo parzialmente autonomo a velocità fino a 210 km/h.
Nel gennaio 2022, la Volkswagen interrompe la commercializzazione della versione berlina in Europa.